# Amiga 1000
El A1000, o Commodore Amiga 1000, fue el primer modelo de computador personal multimedia de Commodore.
Se lanza el 23 de julio de 1985 a un precio inicial de 1.295$ sin monitor, con disponibilidad de un monitor analógico RGB por unos 300$. Antes de lanzarse modelos posteriores como el Commodore Amiga 500 y el Commodore Amiga 2000 en 1987 el A1000 era conocido únicamente como 'Amiga'.
La caja del A1000 tiene unas características que le distinguen de modelos posteriores: fue el único que incluyó el logotipo Amiga "checkmark", estaba ligeramente elevada para permitir guardar el teclado (un "garaje del teclado") y en su interior llevaba en relieve las firmas de los diseñadores del Amiga, incluido Jay Miner y la pisada de su perro Mitchy.
Muchos usuarios del A1000 continuaron unidos a sus máquinas mucho después de que modelos más recientes lo dejaran obsoleto y atrajo un mercado numeroso de actualizaciones. Muchas actualizaciones del procesador que eran insertables en el zócalo del Motorola 68000 funcionaban en el A1000. Adicionalmente, una línea de productos llamada Rejuvinator permitió el uso de nuevos chipsets en el A1000; y una placa madre para el A1000 diseñada en Australia, llamada The Phoenix, utilizó el mismo chipset que el A3000 y añadió una ranura de vídeo compatible con los A2000 además de soporte SCSI.

## Writable Control Store

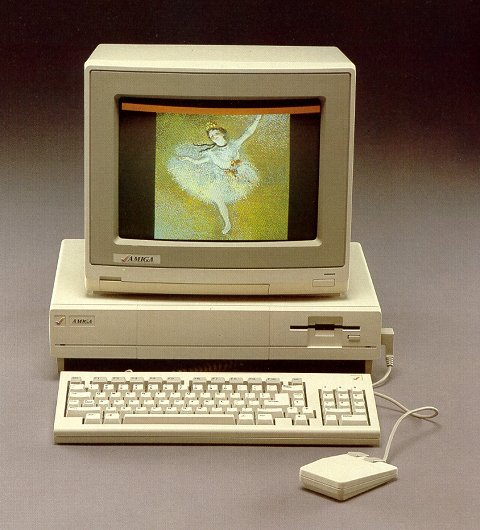
Commodore Amiga 1000

Debido a que el AmigaOS tenía bastantes problemas en el momento del lanzamiento del A1000, el sistema operativo no se incluyó en una ROM. En su lugar, el A1000 incluía una placa hija con 256KB de RAM, llamada "Writable Control Store" (WCS), en la que el sistema operativo era arrancado desde un disquete (el disco contenía la imagen de 256KB, conocida como "kickstart"). El WCS estaba protegido de escrituras después de la carga, y el reinicio del sistema no requería una recarga del WCS.

## Especificaciones técnicas

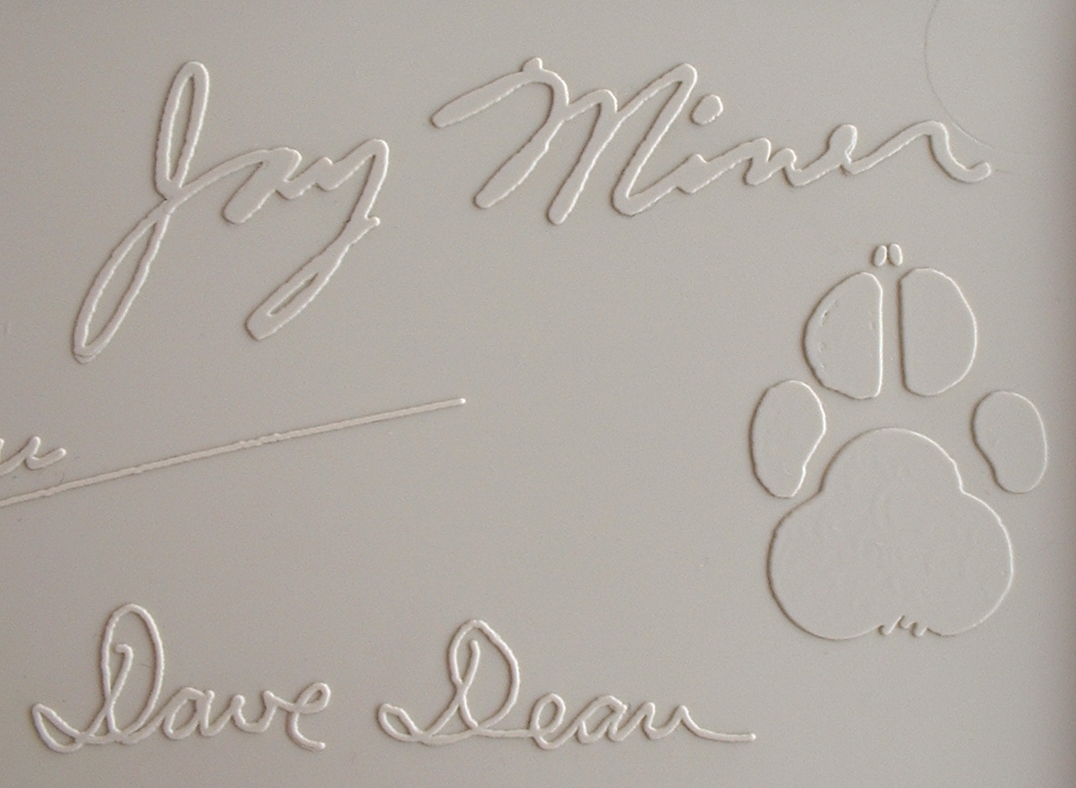
Firma de Jay Miner en la parte superior de la caja de un Commodore Amiga 1000. La pisada es la de Mitch, el perro de Miner.

- Motorola 68000: microprocesador de 32-bit CISC con 16 registros, carente de MMU para protección de memoria y memoria virtual.
- Sistema operativo incluido: AmigaOS 1.0/1.1/1.2 cargado desde el disquete Kickstart en el arranque (con un núcleo de 32-bit con multitarea preferente).
- Entorno gráfico: Workbench.
- 256 KB de Chip RAM por defecto, con otros 256KB adicionales provistos por un cartucho dedicado. Los buffers de sonido, gráficos y programa coexistían simultáneamente en el mismo espacio de memoria.
- Límite superior práctico de 9 MB de memoria debido a la limitación del MC68000 (bus de direcciones externo de 24 bits).
- Chipset OCS
- Salida de televisión NTSC (60Hz) en la versión para Norteamérica y PAL (50Hz) en la versión para Europa y Australia. El modo 50/60 Hz puede ser cambiado por software, aunque cambiar de PAL Amiga al modo NTSC produce una salida en modo PAL de 60 Hz, y cambiar de NTSC Amiga a modo PAL produce NTSC a 50 Hz. Generalmente esto es suficiente para el software que se basa en un formato en particular.
- Filtro pasa bajos de audio, cambiable por hardware. (cortar/unir pistas). Esto era cambiable por software en modelos posteriores.
- Un puerto de expansión para extensiones (memoria, adaptador SCSI, etc.), eléctricamente idéntico al puerto de expansión del Commodore Amiga 500.
- Recursos gestionados por AutoConfig.
- Compartía IRQ (como un bus PCI).
- El sistema de IRQ tenía 7 niveles de prioridad de interrupciones.
  - Absolutamente ningún límite en el número de interrupciones disponibles.
  - Recursos administrados por Autoconfig, muy similar a ACPI. los recursos no estaban numerados o etiquetados; solo se daban como cantidades y direcciones.
- No tenía puertos de E/S; usaba memoria aplicada de E/S separadamente para cada dispositivo de hardware.

## Las dos versiones del A1000
Hubo dos versiones del Amiga 1000. La primera se vendió únicamente en Canadá y Estados Unidos; tenía una pantalla NTSC y carecía del modo de vídeo EHB, el cual tenían los demás modelos de Amiga, incluso revisiones posteriores de este modelo. La segunda versión incluía una pantalla PAL y el modo de vídeo EHB y fue construida en Alemania.